# Concílio de Vannes
O Concílio de Vannes foi em verdade um concílio provincial e lealizou-se na cidade de Vannes no ano 461  ou 465  e foi convocado e presidido por São Perpétuo, bispo metropolitano da Arquidiocese de Tours. Este concílio inaugurou "oficialmente" a fundação do bispado de Vannes e oficiou a consagração do santo padroeiro da cidade: São Paterno

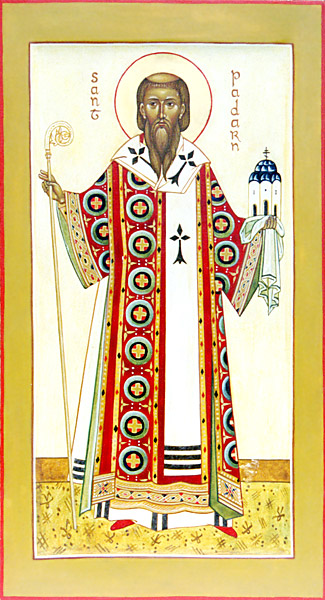
Ícone de São Paterno de Vannes pintadapour Association orthodoxe sainte Anne
(Bretanha).

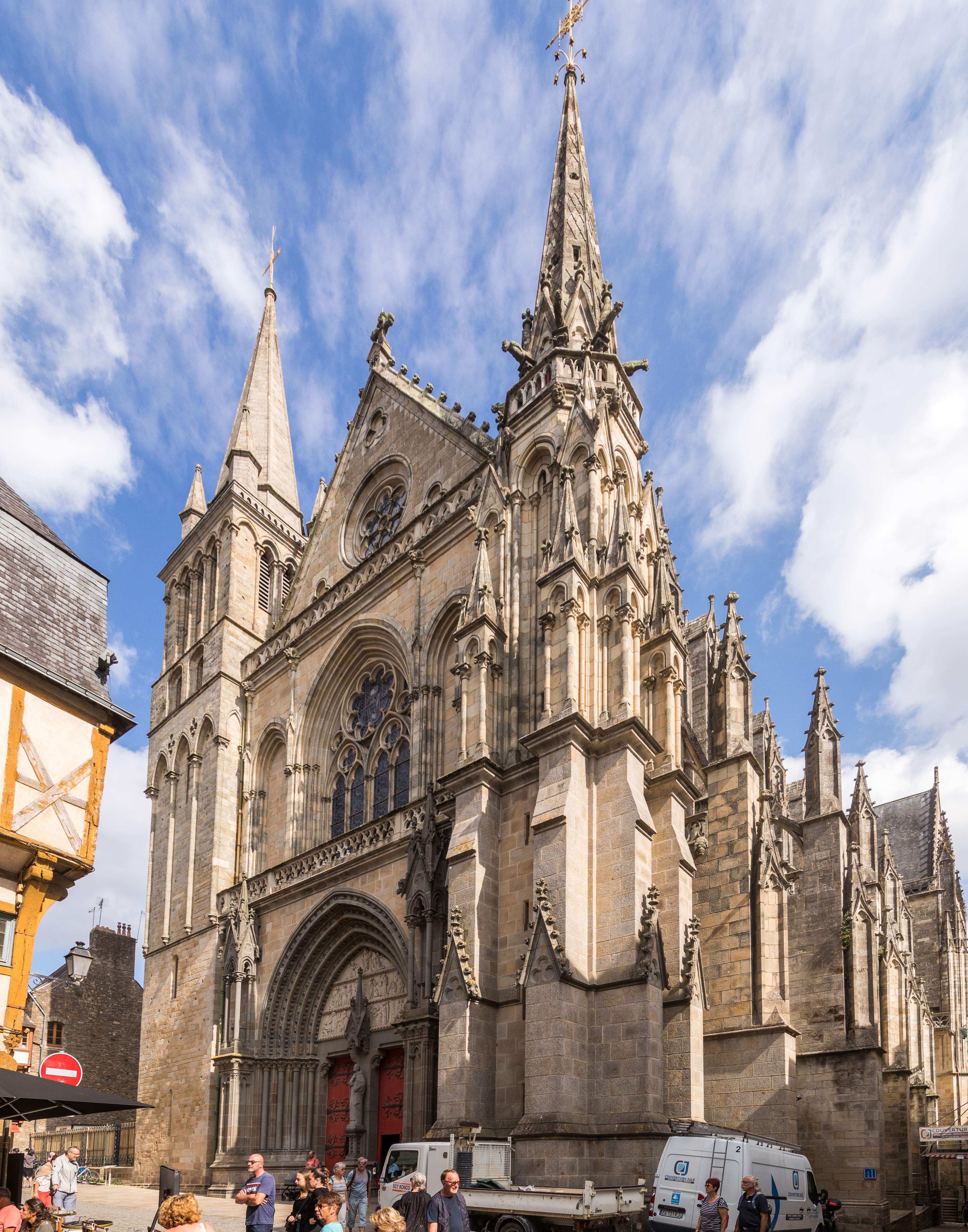
A Catedral de Vannes

## História
Esta foi a primeira vez que a cidade dos vênetos recebeu uma diocese e as ordens religiosas católicas. Os bispos que se apresentaram no concílio foram: São Nonéquio I, Bispo de Nantes; São Perpétuo, Bispo de Tours e Artêmio, bispo de Rennes.
A presença de uma comunidade cristã no território foi estabelecida um tanto antes da realização do concílio venetiano de Vannes, já que a existência de um bispo em Vannes fora atestada desde 453, por sua presença no Concílio de Angers, mas foi somente pelo idos de 461 ou 465, quando da realização do referido concílio, é que foi formalizada, identificada e documentada a existência de um bispo de Vannes [e considerado historicamente como sendo o primeiro]. Este reconheceu a Paterno, um galo-romana, como santo padroeiro da cidade e classificou-o como sendo um dos sete santos fundadores da Bretanha.  Já que ele sendo um bretão (de Armórica) havia migrado para a Bretanha Insular, onde fundou mosteiros, dentre os quais, o mais famosos, foi o de "Lhan-Paderne-Vaur" – “Igreja do Grande Paterno”, condado de Cardigan, e depois recebera a diocese de Vannes do rei Caradoc.  e fora responsável junto com o bispo de Dol, Sansão pela organização eclesiástica da região. 

## Decisões do concílio
O Concílio de Vannes foi conclusivamente dedicado a santo Paterno, prestando-lhe as honras e o reconhecimento devidos por sua atuação como bispo de Vannes episcopus Venetensis (bispo dos vênetos). O concílio também propugnou sobre os limites atribuídos ao bispado de Vannes, que respondia à diocese metropolitana de Tours, e cujo limite territorial ficou definido pelo concilio, como sendo a região (dos Veneti) de Vannes, cujos limites eram:
- Sul: o Oceano Atlântico;
- Norte: A Floresta de Broceliande ou o Rio Oust;
- Ao leste: o Rio Vilaine;
- Ao oeste: a região de Elle.

Os bispos reunidos neste concilio ponderaram e decidiram sobre dezesseis itens, alguns deles forram:

### Cânone Primeiro
"... Serão separados da comunhão da igreja aos homicidas e falsas testemunhas, até que estes cumpram com a devida penitência."

### Cânone Segundo
"... Serão separados da comunhão da igreja aqueles que, repudiando suas esposas, pratiquem o adultério, até que pove a inverdade ou corrija o erro da prática..."

### Cânone Terceiro
"... Normatizar ao clero, a quem o casamento é proibido, que não se envolva em casamentos de outros, nem se envolva ou permaneça em lugares onde os seus olhos e ouvidos, para os sagrados mistérios, possam ser contaminados com imagens ou linguagem obscena."

### Cânone Décimo terceiro
"... Condenar, muito veementemente a embriaguez na igreja como fonte de todos os tipos de pecados, a qual será passível de punição fisicamente..."

### Cânone Décimo quarto
"Sob pena de excomunhão, os clérigos não deverão se envolver em adivinhação pela herança dos santos e da Sagrada Escritura."

### Outras decisões
- Proibiu-se aos clérigos em compartilhar refeições com os judeus;
- Obrigação para o clero e os monges submeterem-se à autoridade episcopal;
- Ordenou-se para que os habitantes das cidades atendessem à matinas;
- Proclamação de uma única regra nos ofícios divinos: a unidade litúrgica dentro da mesma província.

## Outros Concílios de Vannes
Na sua cronologia histórica, o historiador e diplomata francês Jacques Maria José Luís (1815-1897), conde de Mas Latrie, relatou outros concílios que foram realizadas em Vannes:
- 491 : Dispõe, entre outros assuntos, sobre o Paganismo, condenando-o e aos seus praticantes.[nota 5]
- 818 : Concílio entre bispos e nobres, convocado por Luís, o Piedoso, após a derrota da revolta dos britânicos em Vannes;
- 848 : Concílio de bispos, realizada em Vannes, no mosteiro de Saint-Sauveur de Redon por Nominoe que foi coroado rei da Bretanha;
- 1040 : Concílio disciplinar;
- 1455 : Concílio sobre a tradução de São Vicente Ferrer (Vannes ou Tours).